# Santi Agostino e Cristina

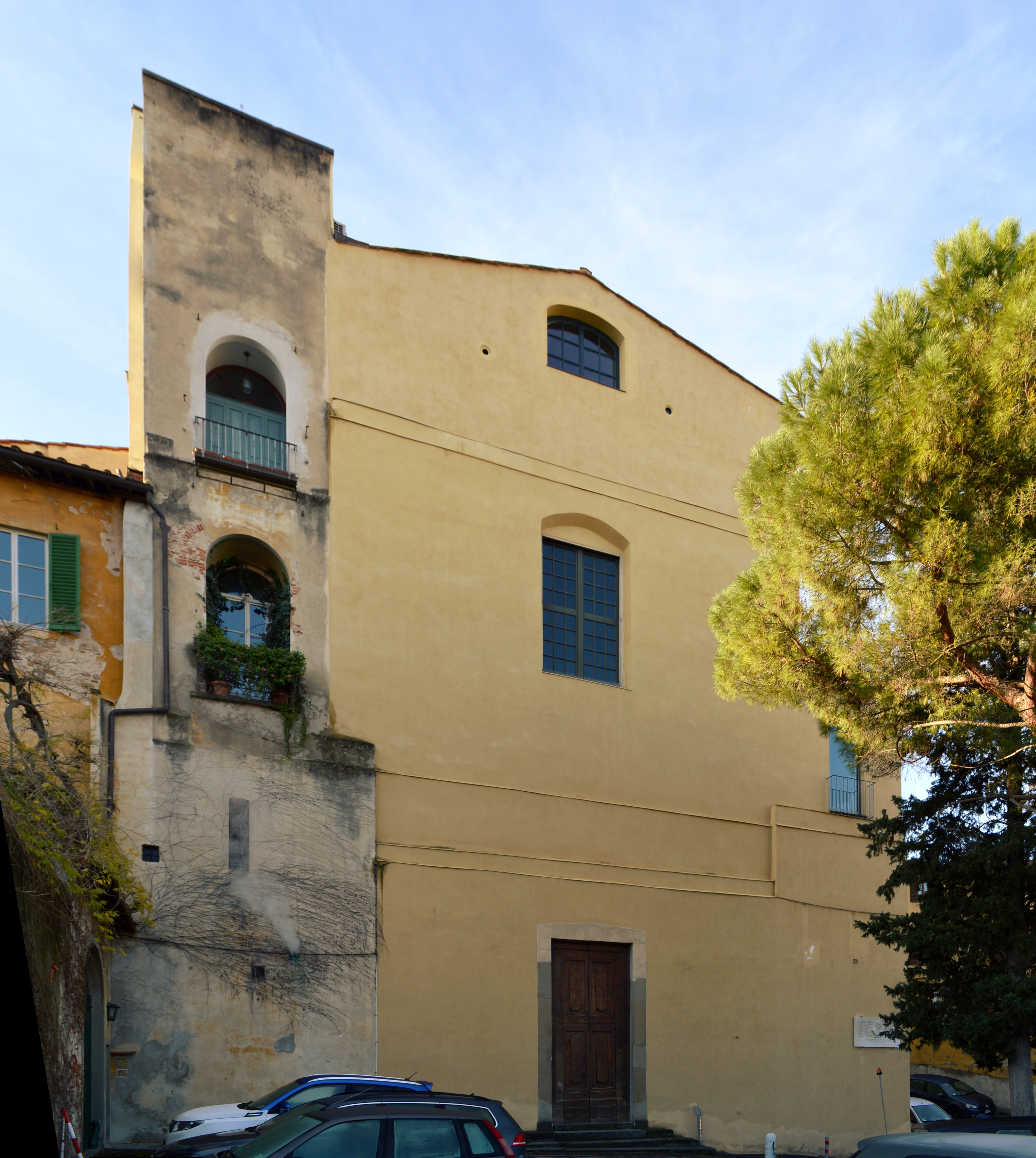
Fassade

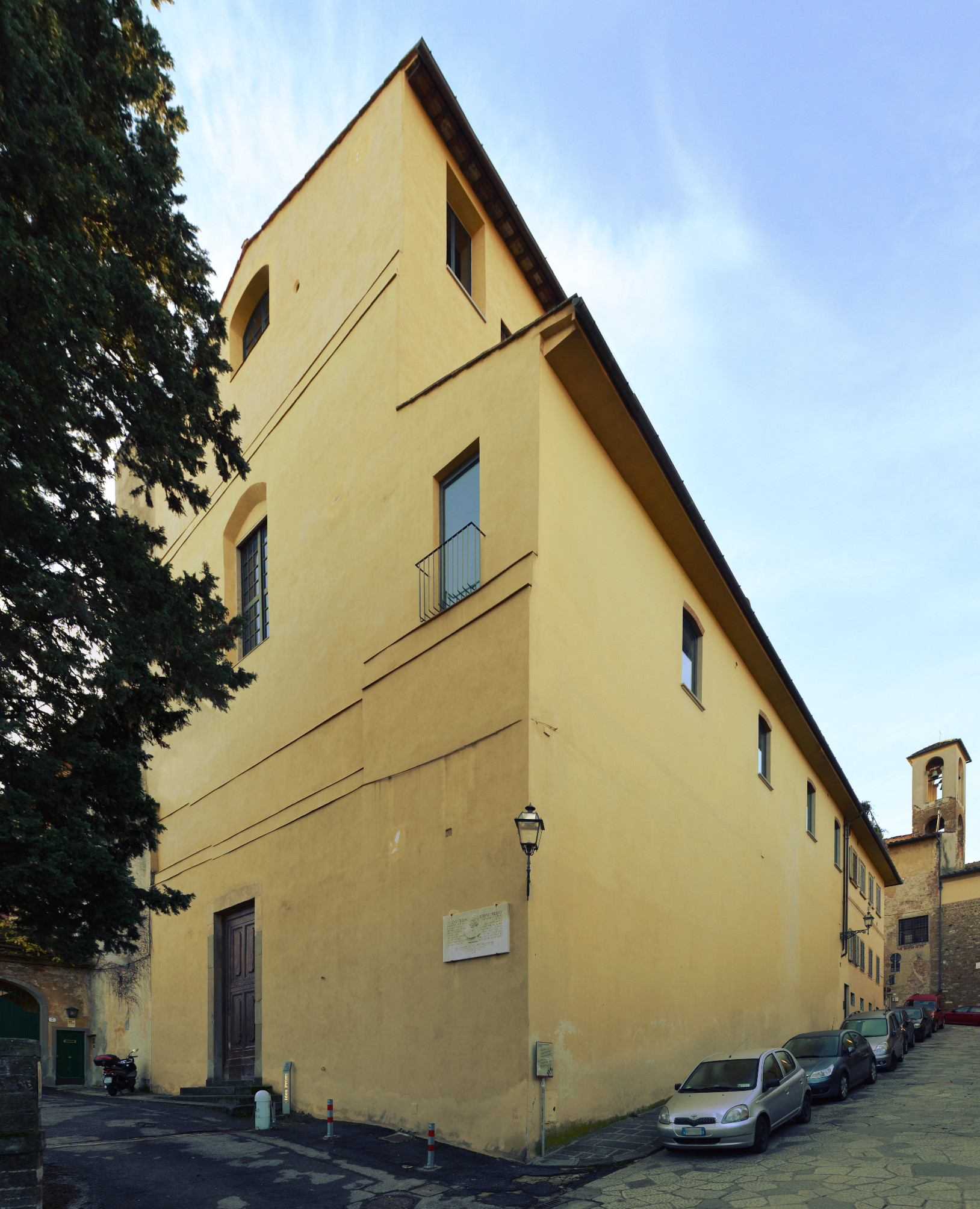
Außenansicht von der Costa Scarpuccia

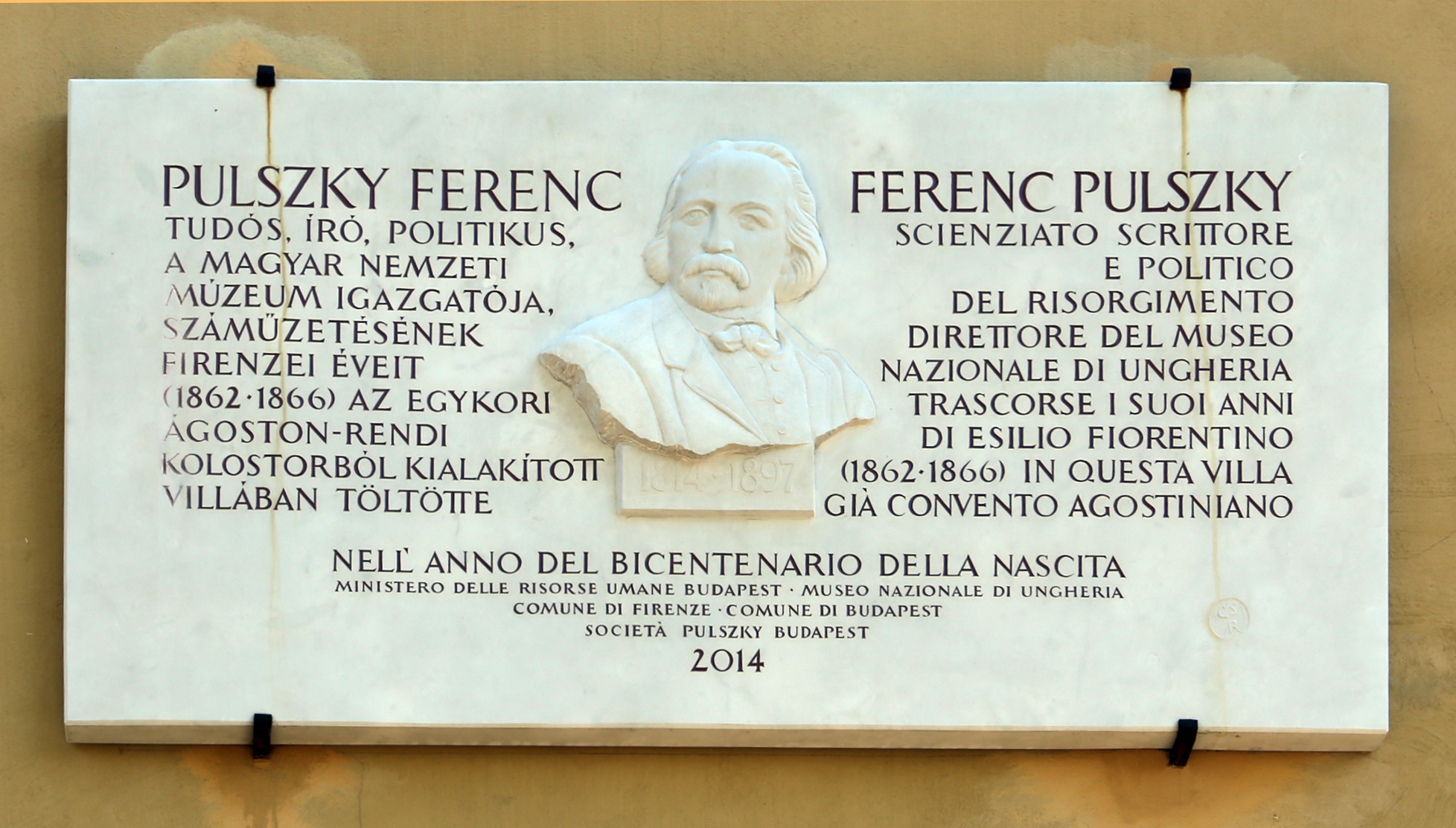
Gedenktafel zu Ehren von Ferenc Pulszky

Die Kirche der Heiligen Agostino e Cristina ist ein ehemaliges katholisches Gotteshaus in Florenz, das sich an der Costa Scarpuccia, einer hügeligen Straße (costa) im Stadtteil Oltrarno befindet.

## Geschichte
1634 berief Großherzogin Christine von Lothringen Arsenio dell’Ascensione, Prior des römischen Klosters San Nicola da Tolentino, das Sitz der Lothringer Nationalkirche in Rom war, als Prediger nach Florenz. Mit Hilfe anderer florentinischer Adliger und ihres Ehemanns Ferdinando II. sammelte Cristina die Mittel, um auf dem von ihrem Ehemann gestifteten Land eine neue Kirche und ein Kloster für den Augustinerorden zu errichten. Der Doppelname erinnerte an die Klosterregeln und an die Schutzpatronin der Großherzogin, Christina von Bolsena.
Am 8. September 1636 wurde eine provisorische Kapelle eingeweiht. Während die ursprünglichen Pläne aufgrund des unerwartet großen Interesses neuer Mitbrüder erweitert wurden, starb die Großherzogin drei Monate später, aber ihre Nachfolgerin, Vittoria della Rovere, übernahm bald die großzügige Schirmherrschaft über das Kloster. Nachdem in den folgenden drei Jahren die notwendigen Grundstücke erworben und vorbereitet worden waren, wurde am 8. September 1640 der Grundstein für die neue Kirche nach einem Entwurf von Bernardino Radi gelegt, der nach seinem Tod von Gherardo Silvani in der Leitung der Arbeiten abgelöst wurde. Beide arbeiteten unentgeltlich und unterstützten die Initiative der Großherzoginnen. Die Arbeiten gingen zügig voran, auch dank der Synergieeffekte bei Material und Arbeitskräften, die sich durch die Erweiterung des Palazzo Pitti, einer anderen Großbaustelle in der gleichen Gegend, ergaben. Nach weniger als zwei Jahren, am 29. August 1642, wurde die Kirche von Bischof Pietro Niccolini geweiht.
Das religiöse und klösterliche Leben ging bis zur napoleonischen Unterdrückung im Jahr 1808 ununterbrochen weiter, als die Mönche vertrieben und an ihrer Stelle die Mitglieder der neu gegründeten Compagnia dei Pompieri mit ihren Familien aufgenommen wurden und einige Anpassungen durchgeführt wurden. Mit der Restauration von 1816 wurde der Orden jedoch nicht wieder eingesetzt, und es wurde eine Entschädigung festgesetzt, mit der der Komplex zum Verkauf angeboten werden konnte. Er wurde von Angelo Figlinesi erworben, der die Kirche in eine Art große Familienkapelle umwandelte und 1817 mit einer allgemeinen Restaurierung und Neudekoration der Kapellen und Altäre begann. Sein Adoptivsohn Luigi Pigli verkaufte sie 1833 an den russischen Grafen Teodoro Petrovič d'Armiz, und da der Eigentümer der orthodoxen Religion angehörte, wurde bei dieser Gelegenheit mit Jahresende eine Profanierung durchgeführt. Im Jahr 1866 wurde sie von Filippo Schwarzenberg gekauft, der eine neue Fassade errichtete. Weitere Renovierungen wurden zwischen 1866 und 1873 aufgrund der Erweiterung von Costa Scarpuccia durchgeführt.
Zu Beginn des 20. Jahrhunderts war die Kirche ein Atelier für Bildhauer und wurde bei Ausbruch des Ersten Weltkriegs als Armeelager beschlagnahmt. Obwohl der gesamte Komplex, der durch Erbschaftsangelegenheiten bereits aufgeteilt war, 1921 wieder in den Besitz eines einzigen Eigentümers überging, wurde die Kirche in der Zwischenzeit ihrer gesamten Ausstattung beraubt und in ein Depot, ein Mietlager und eine Garage umgewandelt, wobei gravierende Veränderungen vorgenommen wurden (z. B. Abriss der Innentreppe, um Platz für Fahrzeugrampen zu schaffen). Anfang der 1960er Jahre wurde ein Projekt vorgelegt, das die Aufteilung des Kirchengebäudes in fünf Stockwerke für Privatwohnungen vorsah, aber die bereits 1939 erlassene Baubeschränkung verhinderte die Realisierung dieses Vorhabens.
Zeitungsartikel und eine Diplomarbeit des Architekten Giampaolo Trotta aus dem Jahr 1980 weckten das Interesse an dem ehemaligen Sakralbau, der sich in einem Zustand extremen Verfalls befand. Der halbverfallene Zustand und die enormen Kosten für die Restaurierung verhinderten jedoch mögliche Restaurierungsprojekte bis Ende der 1990er und Anfang der 2000er Jahre, als sich zunächst Käufer für den Dachboden und dann für die gesamte Kirche fanden. Mit Hilfe der Soprintendenza und des amerikanischen multinationalen Unternehmens Halo konnten die neuen Eigentümer 2002 mit den Restaurierungsarbeiten beginnen. woraufhin die Kirche als privates Büro genutzt wurde, in dem einige umweltfreundliche Räume eingerichtet wurden.

## Beschreibung

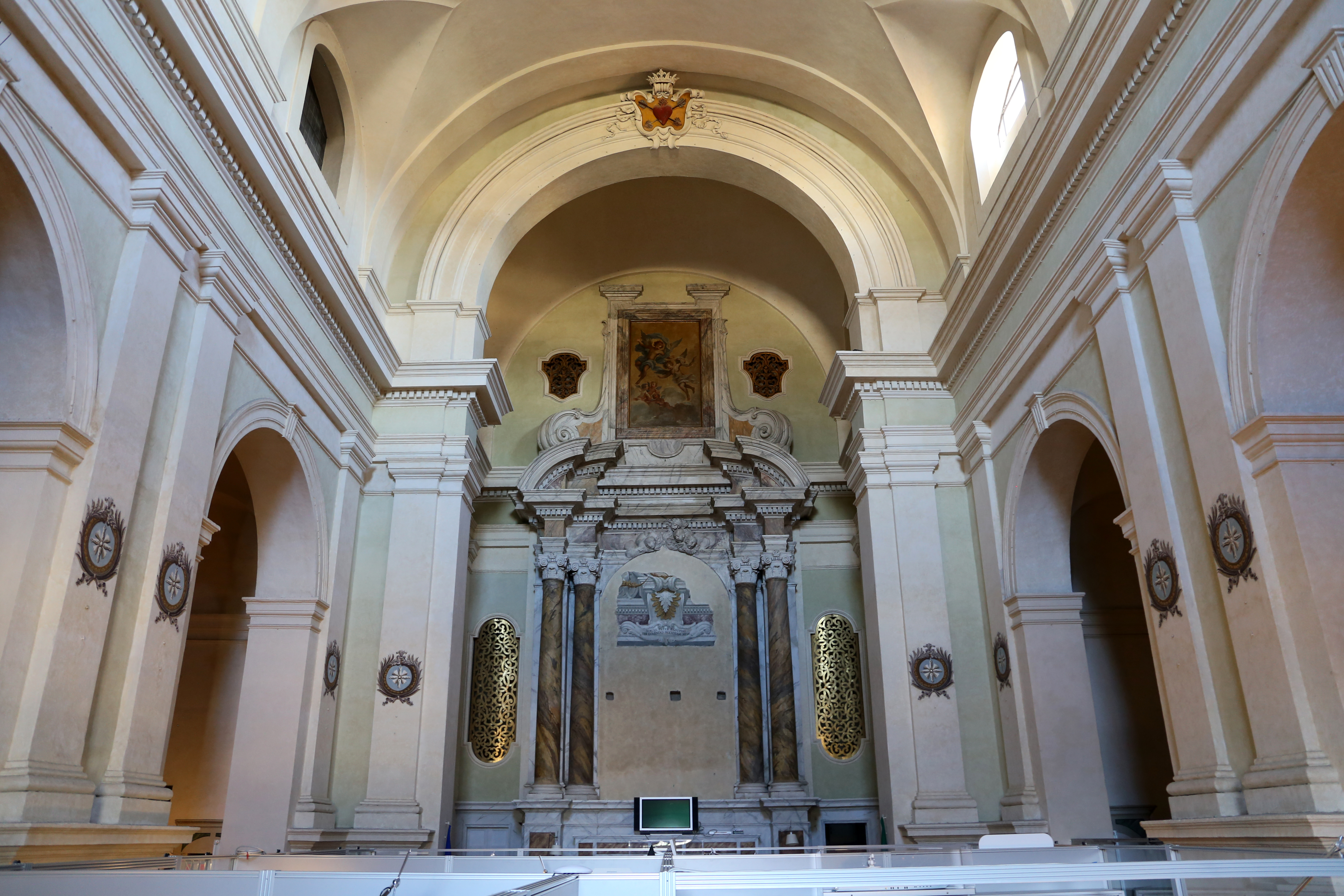
Innen

Das Äußere der Kirche weist keine besonderen dekorativen Elemente auf. Der nach Nordosten ausgerichteten Fassade ist ein kleiner Platz vorgelagert und besteht aus einer verputzten Wand und folgt dem inneren Verlauf des Bauwerks. Unten in der Mitte befindet sich ein einzelnes Portal mit einem einfachen Steinrahmen und zwei Fenstern in der Achse. Auf der rechten Seite befindet sich eine zweisprachige Gedenktafel (ungarisch und italienisch), die an den Aufenthalt des Schriftstellers Ferenc Pulszky im ehemaligen Kloster während seines Exils in Florenz (1862–866) erinnert.
Die Kirche besteht aus einem einzigen Schiff mit erhöhtem Presbyterium und drei Kapellen auf jeder Seite. Die Kunstwerke, die einst die Altäre schmückten, wurden an die Stifterfamilien, sofern sie ermittelt werden konnten, oder an die Diözese zurückgegeben und sind heute in einigen florentinischen Kirchen verstreut. Dazu gehören die Propositura von San Casciano (Kruzifix von Baccio da Montelupo), die Kirche Santa Maria a Candeli (San Francesco de Paola von Jacopo Vignali) oder die Kirche San Zanobi a Casignano (Magdalena am Grab mit Engel von Pietro Marchesini). An der Rückwand der viereckigen Apsis befindet sich noch der Altaraufsatz des Hochaltars mit Stuckarbeiten von Lorenzo Migliorini und einem Fresko (Engel) von Francesco Petrucci. Ursprünglich befand sich dort eine von Fra Rinovato Laico gemalte Tafel, die später durch ein Gemälde des Heiligen Augustinus von Francesco Petrucci ersetzt wurde.